# Fonio
Fonio és la paraula que designa les llavors de les espècies cultivades del gènere Digitaria i en concret l'espècie Digitaria exilis. El seu conreu és important en algunes parts de l'Àfrica occidental i de l'Índia. Es considera que és un pseudocereal. Les seves llavors són molt menudes.

## Fonio blanc (Digitaria exilis)
El fonio blanc (D. exilis) és la més important d'entre les espècies que es cultiven dins el gènere Digitaria. Es cull a les sabanes de l'Àfrica occidental. Es considera una mena de mill. És un dels principals 'cereals ' del sud del Sudan i Etiòpia.
El fonio és a la vegada molt nutritiu i creix molt de pressa, ja que només necessita de sis a vuit setmanes per arribar a la maduresa, pot créixer bé en sòls pobres i amb pluges breus i poc segures. Se'n fa pa, cuscús i cervesa.
Algunes regions on és un cultiu important són la regió Fouta Djallon de Guinea i la zona d'Akposso de Togo.
Com que té les llavors petites és difícil treure'n la pellofa.

## Mitologia
Segon la mitologia del poble Dogon de Mali, el creador suprem de l'univers, Amma, va fer tot l'univers amb un sol gra de fonio.

## Fonio negre (Digitaria iburua)
El fonio negre (D. iburua) és similar a l'anterior i es cultiva a Nigèria, Togo, i Benin.

## Raishan
Raishan (D. cruciata var. esculenta) és un cereal menor, només es cultiva a les muntanyes Khasi del nord-est de l'Índia, se'n fa pa i porridge.